# Михаил Скобелев
Михаил Дмитриевич Скобелев (от руски: Михаи́л Дми́триевич Ско́белев) е руски офицер, генерал от пехотата. Известен с участието си в завоюването на Средна Азия и в Руско-турската война (1877 – 1878). Изключително популярен сред войниците си и е наричан Белия генерал, тъй като често носи бяла униформа и язди бял кон.

## Биография
Михаил Скобелев е роден на 17 септември 1843 г. в Санкт Петербург в семейството на потомствения дворянин генерал Дмитрий Иванович Скобелев, чийто род произлиза от мешчьорските казаци и Олга Скобелева. Завършва пансион в Париж. Учи в Санктпетербургския университет, но е изключен поради участие в студентски вълнения (1861).
Ориентира се към военното поприще. Служи в Полша и участва в потушаването на Полското въстание (1863 – 1864). Завършва Николаевската военна академия на Генералния щаб в Санкт Петербург и през 1868 г. е изпратен в Туркестан. Тук прекарва по-голямата част от службата си. Участва в превземането на Хива (1874) и в похода срещу Коканд (1875), по време на който превзема град Андижан. Повишен във военно звание генерал-майор и е назначен за първия руски губернатор на Фергана.
Участва в Руско-турската война (1877 – 1878). През лятото на 1877 г. генерал-майор Михаил Скобелев е прехвърлен в Дунавската руска армия. В нейния състав командва Кавказката казашка бригада при Обсадата на Плевен. Разработва плана за атаката на Ловеч и командва лявата колона при превземането на града на 22 август 1877 г.. Участва в третата атака на Плевен. Участва с успех в зимното преминаване на Стара планина и в битката при Шейново в началото на 1878 г. Военните му умения създават войнишката поговорка „Където е Скобелев, там е победата“. Повишен е във военно звание генерал-лейтенант от 1877 г. и генерал-адютант от 1878 г.
След войната на 4 февруари 1879 г. е назначен за командир на 4-ти армейски корпус дислоциран в Минск и е такъв до смъртта си. Командирован е в Туркестан. Командир на Сборен отряд в Ахалтекинската експедиция. Завоюва голяма част от днешен Туркменистан, след като в началото на 1881 г. превзема крепостта Гьоктепе. Повишен е във военно звание генерал от пехотата от 14 януари 1881 г.
В края на живота си се ангажира с активни политически позиции. След като в началото на 1882 г. произнася речи в Париж и Москва, в които се застъпва за крайния панславизъм и предрича сблъсък между славяни и германци, предизвиква недоволството на правителството и е извикан в Санкт Петербург. На път към столицата Скобелев умира от инфаркт на 25 юни 1882 г. в Москва.

### Памет
След Руско-турската война в Плевен, на мястото на някои от най-тежките боеве по време на обсадата на града, е създаден „Парк Скобелев“, в който се намира Плевенската панорама и негов паметник. Пет села в България са наименувани Скобелево както и улици в Русе, София (булевард „Генерал Михаил Д. Скобелев“, Карта), Варна, Шумен, Плевен, Пазарджик и Ловеч.
На 9 декември 2014 г., в Деня на героя на Отечеството, в Москва е открит паметник на генерал Михаил Скобелев. Инициативата е на Руското военноисторическо дружество (РВИО), а мястото е в близост до сградата на академията на Генералния щаб.
Родственик: баща Дмитрий Скобелев, руски офицер, генерал-майор. Участник в Руско-турската война (1877 – 1878).